# Нахские народы
Нахские народы, или нахи, — этноязыковая общность, которая объединяет носителей нахских языков — чеченцев и ингушей в России, преимущественно на Северном Кавказе, а также бацбийцев в Грузии. Термин разработан и введён в научный оборот ингушским лингвистом З. Мальсаговым. Чеченцы и ингуши отдельно от бацбийцев называются также вайнахскими народами, или вайнахами. Нахские народы имеют сложную этно-социальную иерархию, состоящую из тайпов, а также их объединений и их подгрупп. Исповедуют частично ислам суннитского толка (чеченцы и ингуши), частично — православие (бацбийцы). Общая численность — около 2,8 млн человек.

## Названия
Терминология кавказоведения в Российской империи в XIX веке и первые десятилетия Советской власти имела некоторые отличия от современной. Исследователи часто объединяли всю этноязыковую общность бацбийцев, ингушей и чеченцев в единый народ под наименованием чеченцы или нахче, реже, кисты. Сами чеченцы термином нахчи/нохчи первоначально обозначали только чеченцев, живущих на плоскости, но постепенно термин распространился также и на горных чеченцев и стал использоваться всеми чеченцами в качестве самоназвания. Б. К. Далгат считал правильным, оставив данные русскими названия чеченцев и ингушей для отдельных частей этого племени, назвать всех их нахчуйцами.
В современной науке для этой общности используют термин нахские/вайнахские народы и/или народности, этногруппы. Оба термина, введены в научный оборот лингвистами, и, вероятно, были придуманы учёными. Однако, существует мнение, что они зародились в народной среде и издревле использовались нахами. Начиная с 1970-х годов, в лингвистическом понимании более верно объединять под термином нахские народы всех носителей нахских языков, а под вайнахами — только носителей вайнахских языков (чеченцев, ингушей). По мнению С. Гусейнова, вводя в научный оборот термины «нахи» и «вайнахи», З. Мальсагов изменил сложившийся до того порядок, когда общенациональный этноним «чеченцы» («нахчий») объединял своим названием все чечено-ингушские общества, в отличие от узкоплеменного этнонима ингуши («галгай»).
Этноним нахские народы разработан и введён в научный оборот ингушским лингвистом З. Мальсаговым для обозначения носителей нахских языков, образован на основе слова нах — «люди, народ», в народной среде, однако, неизвестен.
Наименование нахские народы или нахи иногда употребляется синонимично с вайнахами/вейнахами. Термины нах или вайнахи не известны в исторических документах, фольклоре, в кавказоведческой литературе, напротив, многократно и повсеместно в качестве общего названия чеченцев и ингушей встречается этноним нахче (нахчу, нахчо). Этноним нахчой (с топонообразующими составляющими van и mat), обозначенный в виде этноопределяющей идентификации страны, места и города, зафиксирован в древнейших исторических источниках на территории Закавказья и Передней Азии — прародины носителей нахских языков, и являлся обобщающим названием современных чеченцев, ингушей и байбийцев.
Создание единого для чеченцев и ингушей эндоэтнонима было обусловлено желанием советского руководства искусственно подтолкнуть процесс слияния чеченцев с ингушами и административного объединения Ингушетии и Чечни. Так, советский лингвист Н. Ф. Яковлев первым предложил ввести для ингушей и чеченцев общее название «вейнахи», «вейнахские народы». Новый термин он возводил к словосочетанию «вей нах», которым, как писал ингушский лингвист З. К. Мальсагов, ингуши и чеченцы выражают своё племенное единство, но при этом общего названия эти народы не имеют. Мальсагов же предлагал обозначить совокупность ингушского и чеченского языков и их диалектов общим названием «нахский язык».
После создания нового названия для ингушей и чеченцев «вейнахи/вайнахи» и административного объединения в 1934 году Чеченской АО и Ингушской АО в единую Чечено-Ингушскую автономную область (с 1936 г. — Чечено-Ингушская АССР) власти всеми силами пытались обеспечить слияние ингушей и чеченцев в единый народ. Наиболее активно «вайнахская идентичность» внедрялась в сознание ингушей и чеченцев в 1960—1980-е годы.
После 1990 годов термин Вайнахия всё чаще стали использовать в отношении вайнахских республик. В 2004 году были неудачные попытки некоторых политиков создать республику Вайнахию путем слияния Чечни и Ингушетии в единый субъект в рамках проекта «укрупнение регионов».

## Общие сведения

### Этно-социальная иерархия
Как и многие народы на определённом этапе своего развития, нахи использовали сложную систему названий для существовавших в их среде форм родственных, территориальных, социальных и военных объединений. Нахская структура таких объединений состояла из групп разной численности и статуса, включая доьзал («моногамная семья») → ца («люди одного дома») → некъи («люди одной дороги») → гары («люди одной ветви») → вар (род) → тайп. В середине XX века ряд исследователей разработал некую классификацию, согласно которой, бо́льшая часть тайпов образовывала своеобразные союзы — тукхумы (у чеченцев сначала их было выделено 8, потом — 9) и шахары (у ингушей 6—7). Классификация была сложной и запутанной, часть тайпов могла входить и в чеченские тукхумы, и в ингушские шахары (например, орстхойские тайпы), а часть могла не входить ни в один союз (например, тайп нашхойцев). Согласно примерным подсчётам, в середине XIX века насчитывалось около 135 тайпов чеченцев, 1/4 из которых исследователи не смогли отнести к какому-либо тукхуму и около 50 тайпов ингушей.
Сегодня считается, что тукхум и шахар — это дефиниции для обозначения региона или племени. В начале 1930-х годов, когда советская этнографическая наука делала первые шаги по изучению форм социальной организации народов Кавказа, для обозначения регионов Чечни в научный оборот был введен термин тукхум как синоним «племени», несколько позднее добавили термин шахар. Возможно, что под этими терминами надо понимать не родственные группы, а территориальные подразделения племён. Российский и советский учёный и правовед Б. К. Далгат предлагал исключить из оборота дефиницию тукхум как синоним племени или рода, а ещё лучше — вообще устранить. В связи с неоднозначным пониманием старинной нахской системы названий различных форм нахских объединений ещё с XIX века в российском кавказоведении применительно к таким объединениям использовался термин вольное общество или просто общество (термин применяется не только для нахских народов). Происхождение и формирование всех нахских народов и народностей неотделимы от истории их самобытных объединений — обществ.

### Религиозные объединения

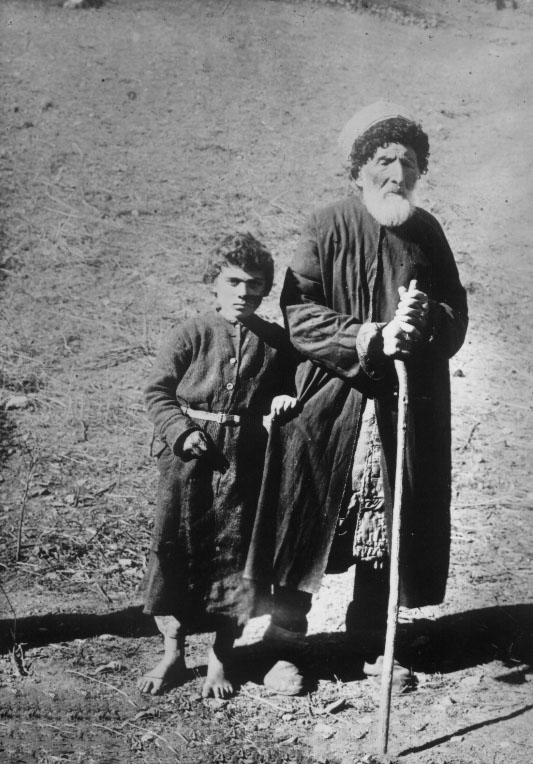
Последний языческий жрец Ингушетии Элмарз-Хаджи Хаутиев с праправнучкой (село Шоани, Ингушетия, 1921 год)

Важнейшим фактором формировавшим историю северокавказского региона являлось укрепление здесь ислама, среди нахского населения представленного, в основном, суннизмом суфийского толка. На религиозной почве значительное влияние получили религиозные объединения — вирды. Эти духовные братства возникли на основе тарикатов (суфийские ордена), наиболее распространённые среди нахов — кадирия и накшбандия. Например, Глава ЧР Р. А. Кадыров культивирует в Чечне кадирийское течение хаджи-мюридизма и относит себя к вирду последователей шейха Кунта-хаджи Кишиева, а депутат ГД РФ А. Д. Делимханов является последователем этого же тариката и течения, но уже относится к другому вирду — последователей шейха Бамат-Гирей-хаджи Митаева. Всего вирдов в ЧР насчитывается 7 кадирийского и 22 накшбандийского тарикатов. Также среди современной чеченской молодежи немало вообще не приемлющих суфизм.

### Расселение и численность
Согласно ЭСБЕ, до Кавказской войны (1817—1864) нахские народности и этногруппы проживали на территории между реками Сунжа, Аксай и Кавказскими горами. После войны, и в дальнейшем, на рубеже XIX и XX веков, они проживали «перемѣшанно съ русскими и кумыками въ Терской области, къ востоку отъ осетинъ, между Терекомъ и южной границей области, от Дарьяла до истока р. Акташа».

### Социальные институты

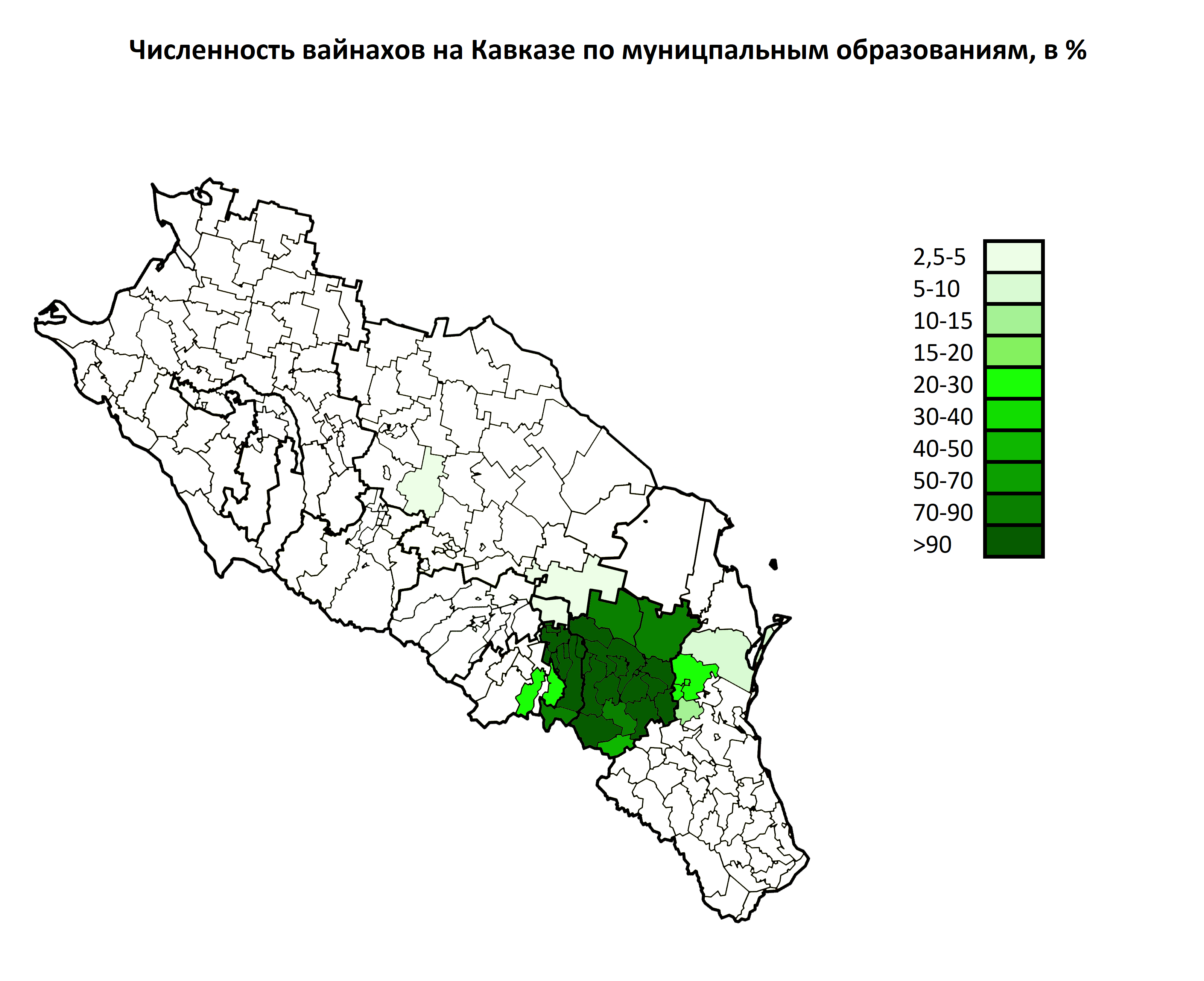
Численность вайнахов на Кавказе по муниципальным образованиям по данным переписи 2010 г.

Для вайнахов характерны родоплеменной строй, патриархально-семейная организация общества и следующие общественные институты:
- Кровная месть, распространённая с древности[42] и широко практиковавшаяся даже в советское время[43]. Обычай кровной мести обусловлен традиционными представлениями о мужестве, чести и достоинстве. «Котам а хилла вехачул, нӀаьна а хилла велча тоьлу» («Чем жить курицей, лучше умереть петухом») — говорили вайнахи по этому поводу[44].
- Круговая порука, предусматривающая не только коллективную ответственность, но и коллективное же отправление правосудия, и распространяющаяся на различные сферы общественной жизни. В случае некоего деликта обязанность свершения кровной мести и мести вообще падает на весь род пострадавшего и распространяется на род обидчика, если старейшины последнего сами не предпримут какое-либо превентивное наказание провинившегося для урегулирования конфликта и недопущения более масштабного кровопролития, поэтому вайнахи говорят: «Дов — шархудар дац» («Вражда — не каша с пахтаньем»), подразумевая под этим, что такие ситуации лучше не допускать или урегулировать на ранних стадиях. Поэтому сдержанность в поведении при отношениях с соплеменниками является нормой этикета для любого вайнахского мужчины[44].
- Рабовладение как результат набегового способа ведения хозяйства, возникло в древности[45] и просуществовало до распада Российской империи и первых лет становления советской власти на Северном Кавказе (имели место систематические рецидивы в 1990-е и 2000-е гг.).[46] По рассказам стариков в Чечено-Ингушской АССР, зафиксированных собирателями устной истории, рабов клеймили. Сохранившееся в чеченском языке выражение: «Аса оц лергах хӀост даькхкхина дӀахоьцур ву хьо» («Я сделаю тебе метку на ухе») говорит также о возможной метке ушей у рабов (помимо клейма, которое отражало принадлежность раба конкретному владельцу, метка на ушах позволяла визуально идентифицировать раба). Метки были различной формы, х-образные, п-образные, ж-образные, наподобие креста, свастики и др. Форма клейма, как правило, отражала семейный фост (фамильный герб).[47] Рабский труд применялся, главным образом, в сельском хозяйстве[48]. Рабы набирались, в основном, из числа православных, которых угоняли в рабство в ходе набегов[49]. В чеченском языке для обозначения пленника, оставленного для работы в хозяйстве общинника, употреблялся термин «лай», который, как предполагает А. И. Хасбулатов, вероятно, образовался от осетинского «лæг» («человек»), что указывает на источники формирования зависимого сословия. Термин «лай», обозначающий «зависимого», «неблагородного происхождения человека», чеченцам известен давно, отмечает Хасбулатов. Кроме приведенной версии, существует и другая версия происхождения термина «лай» от вайнахского «ла» («терпеть»), «лай» («вытерпел»).[50] И хотя при Кизлярском коменданте князе Оболенском (с 1740 года) во владениях чеченских и кумыкских князей была запрещена продажа пленников-христиан, а в 1834 году последовало запрещение рабства-ясырства во всех российских владениях, фактически же данные законодательные требования на территории Северного Кавказа не выполнялись, царская власть смотрела на них сквозь пальцы[49] (за исключением периода пребывания генерала А. П. Ермолова наместником на Кавказе, когда Ермолов распространил аналогичную практику по отношению к горцам, набирая заложников, проводя политику жестоких репрессий против горцев, беспощадные карательные экспедиции, благословив продажу караногайцам двух тысяч захваченных чеченцев и др.[45]).
- Многожёнство, на которое органично лёг Ислам, узаконив существовавшую на протяжении столетий практику брачевания[51].

- Похищение невесты (но не наоборот) как способ вступления в брачные отношения между супругами.

- Калым, сиречь выкуп, который необходимо внести за невесту, есть производное от древнего воззрения на женщину как на вещь, составляющую родовую собственность, что в дальнейшем было сужено рамками семьи.

В плане социального устройства для вайнахов характерна цензовая иерархическая структура общества, реализующаяся через
- Имущественный ценз — люди богатые, имеющие более обширные и влиятельные связи, более уважаемы в обществе, их мнение имеет больший вес в различных спорах[52].
- Возрастной ценз — все важные решения принимаются либо непосредственно старейшинами, либо с их ведома и одобрения[53].
- Ценз пола — женская половина населения существенно ограничена в своих правах по сравнению с мужской, существуют определённые роды занятий, заниматься которыми могут только женщины[51][54] (например, пошив одежды[55]). По поводу вмешательства женщин в мужские дела и выполнения традиционно мужских обязанностей говорят: «НӀаънах Ӏаха йоьлла котам яьттӀа» («Курица, начавшая петь по-петушинному, лопнула»).[44] В то же время женщина пользуется некоторыми правами, будучи ограждена обычаем от чрезмерного самовластия мужчины, выполняет функции умиротворения мужчин и некоторые другие[45]. Женщина должна быть покорной и немногословной, ибо многословие для женщины в представлении вайнахов — признак глупости и нескромности[56].

Для вайнахов характерно обычное право в сочетании с шариатом, оказавшим существенное влияние на становление местных устоев. В практику народного образования вайнахов традиционно входило изучение арабской азбуки и письма, чтение религиозных книг, Корана, изучение догматов и др.
Как дань традициям, вайнахи сохраняют и блюдут древние обычаи. Этнические традиции в сфере различных обычаев повседневного поведения людей являются весьма устойчивыми. За этими обычаями, как правило, стоят характерные для данного народа исторически сложившиеся нормы.

## Легендарные версии происхождения

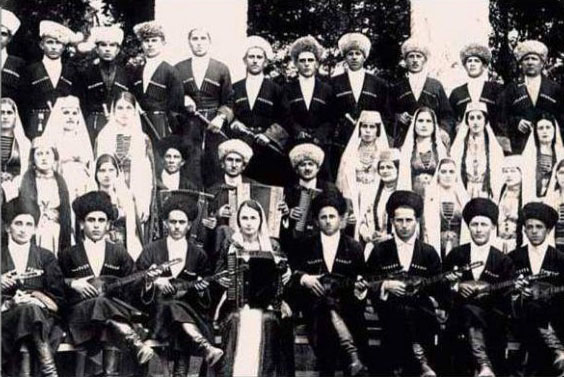
Ансамбль Вайнах (1938 год)

В родословной всех коренных нахских тайпов есть утверждение об их миграции с юга и расселении затем с запада на восток.
Варианты легенд о происхождении нахских народов:
- В грузинской историографической традиции считается, что Кавкас и его брат Лек, предок лезгин, заселили безлюдные на тот момент территории Северного Кавказа от гор до устья реки Волги[60].
- Один из нахских народов, современные чеченцы, происходили из аула Нашх, которое как бы символизирует их самоназвание — нохчи. Считают, что до начала XX века в этом ауле находился большой котёл, созданный из множества медных пластинок. На нём были нанесены все истинно чеченские тейпы и тукхумы. Так, в случае спора о чистоте рода котёл служил своеобразным доказательством[61].

## Происхождение
Многие считают, что наиболее вероятным основным компонентом образования нахских народов было автохтонное население Северного Кавказа — создатели и носители кобанской культуры:109, а также создатели и носители зандакской и других археологических культур Кавказа.
В этногенезе нахских народов, возможно, приняли участие позднее вторгавшиеся и/или селившиеся на Северном Кавказе индоиранцы, скифы, сарматы и другие народы с неясным происхождением и языковой принадлежностью.
Носители кобанской культуры часто сближаются исследователями с Западным Кавказом — колхидской культурой, однако, ряд учёных связывает происхождение протовайнахов и с Северо-Восточным Кавказом, где в эпоху перехода от бронзового века к железному господствовала Каяхентско-Хорочоевская культура, таким образом возводя нахские народы к нахско-дагестанской культурной общности. Несколько иное мнение у В. И. Марковина, который писал : «… работами многих археологов и специалистов смежных дисциплин доказано, что под наименованием сарматов и алан скрывался значительный вайнахский компонент».
Общеизвестно, что на раннем этапе формирования кобанской культуры (датируемой XII веком до н. э.) не могли участвовать скифы, появление которых большинство учёных датирует VIII веком до н. э., а также не могли участвовать сарматы, появление которых большинство учёных датирует IV веком до н. э., которое совпало с финалом кобанской культуры. Последнее может указывать на уничтожение носителей кобанской культуры в результате нашествия сарматов. Появление предметов условно называемого «скифского типа» установлено только на позднем этапе (VII—IV века до н. э.) — этот период отличается преобладанием железных изделий.
Создатели и носители Кобанской культуры могли принадлежать к разным этнолингвистическим группам, а именно :
- в ареале Пятигорского «локального варианта», вероятнее всего, проживали в основном племена, родственные протоадыгской этнической группе[65];
- в районе Грозного «локального варианта» — протовайнахи[65].

## Этническая история
Военный фактор сильно сказался на истории нахов — Северный Кавказ всегда оставался узлом сложных проблем для захватившей его России, а нахские народы отличались особым упорством в борьбе за независимость. Область расселения нахских народов в средневековье — западная часть горной системы Восточного Кавказа.

### Грузинское влияние
Издревле нахские и грузинские (тушины, хевсуры) горцы заимствовали друг у друга предметы материальной культуры (напр., горное пахотное орудие), навыки в строительстве (напр., технологии возведения жилых и боевых башен, планировку жилищ), приёмы в ведении сельского хозяйства (напр., создание искусственных земельных участков-террас и особенности скотоводства). Грузины заимствовали у северокавказцев некоторые элементы одежды, много общего обнаруживается у нахов и грузин в музыке, танцах и особенно в песенном творчестве. С взаимовлиянием культур связана общность ряда социальных институтов, схожие праздники (напр., торжество связанное с сенокосом), постоянный обмен этническими элементами (напр., сохранилось предание о происхождении нахского общества малхистинцев от грузинского общества хевсур). Засвидетельствованы нахско-грузинские языковые параллели, подтверждающие взаимообогащении языков, сохранились эпиграфические памятники — ряд надписей на грузинском языке на плитах храма Тхаба-Ерды (совр. Горная Ингушетия), на стенах нахских склепов и других построек. В X—XIII веках из Грузинского царства в земли горцев распространялось христианство, строились христианские храмы с использованием местной строительной техники. В этот период возведённый, вероятно, грузинами храм Тхаба-Ерды, служил местом встречи соседних народов для решения спорных дел по обычному праву.
С XII—XIII веков границы грузинской феодальной монархии начали значительно расширяться, она стала одним из крупнейших и влиятельных государств Закавказья. Также устанавливались тесные отношения Грузинского царства с Северным Кавказом, особенно с ближайшими соседями — нахами, осетинами и народами Западного Дагестана. В приграничных с Грузией горных северокавказских районах заметное влияние оказывала национальная грузинская культура (в отличие от предыдущих эпох с начала XIII в. преобладающее влияние на нахский язык оказывал грузинский, в свою очередь, в картвельские языки проникали слова из горских языков Северного Кавказа), поддерживались торговые и экономические связи (получила широкое распространение грузинская медная монета, однако, в основном, торговля между северокавказскими горцами и их ближайшими соседями была меновой). Цари Грузии, занятые бесконечными внешними и внутренними войнами, обращались за военной помощью к горцам Северного Кавказа, наряду с осетинами, горцами Дагестана, представители нахских племён также служили в войсках Баграта IV, Давида Строителя, Георгия III, Тамары и других. В 30-х годах XIII века, в период неоднократных вторжений в Грузию Джалал-ад-Дина, они также оказывали посильную помощь Грузии. С XV века, после распада Грузинского царства, соседствовать с некоторыми приграничными нахскими обществами стало Кахетинское царство, продолжающее оказывающее на горцев определённое влияние.
На сегодня известно, что ряд нахских обществ находились в вассальной зависимости от грузинской феодальной монархии. Для пограничных с Грузией нахских обществ отношения с грузинской феодальной монархией были различны — иногда зависимые, полузависимые или вообще независимые, точно не установлено, однако, вероятно, что внутреннее управление в нахских обществах осуществляли органы сельской общины.

### XVI—XVII века
Сведения о нахах в XVI—XVII веках отрывочно дают грузинские источники и источники дагестанского происхождения. Больше свидетельств известно из документов Русского царства — донесений (старорусск. отписок) воевод Терского города в Посольский приказ Москвы и Приказную палату Астрахани. В русских источниках упоминаются по разным поводам и под разными названиями те или иные, так называемые, горские люди и горские землицы. Иногда встречаются целые списки их, давая варианты названий, довольно устойчивые в документах разных годов, таким образом намечая круг кавказских племенных объединений, находившихся в сфере влияния администрации Терского города и состоявших в более или менее постоянных с ними отношениях. Именно нахские племена и территории среди списков горских людей и землиц впервые упоминаются в 1580-е годы.
| Список засвидетельствованных в русскоязычных источниках нахских этногрупп, а также соответствующие им объединения в более поздних источниках: |                                                                                             |                                                                  |                                                     |                                                                       |
| Источники XVI—XVII вв. (терминология в Русском царстве: «горские люди» и «горские землицы»)                                                   | Источники XVI—XVII вв. (терминология в Русском царстве: «горские люди» и «горские землицы») | Источники XIX в. (терминология в Российской империи: «общества») | Источники XX в. (терминология в СССР: «этногруппы») | Традиционная классификация (тукхумы/шахары, тайпы, гары, некъи и др.) |
| Акозы Акочане Ококи Окохи Окухи Окочаны Окоченя Окучане служилые окочане                                                                      | Ахоцкая земля Окоцкая земля/землица Старые Окохи Окоцкая слобода                            | Аккий                                                            | аккинцы-ауховцы                                     | чеченский тукхум                                                      |
| Ероханские люди | Ероханские кабаки                                                                           | Джерах                                                           |                                                     | ингушский шахар                                                       |
| — | Индельская земля Индили                                                                     |                                                                  |                                                     |                                                                       |
| Калканцы Калканские люди Калки Колканцы | Калканские кабаки Калкасские кабаки Колканская земля                                        | Галга Галгай                                                     |                                                     | ингушский шахар                                                       |
| кисти кистичане | —                                                                                           | кистины                                                          |                                                     |                                                                       |
| Мерези Мерезинские люди Мирези | Мерезинская земля                                                                           | Мереджой                                                         | мержойцы                                            | чеченский тайп                                                        |
| Минкизы Мичкизы Мичкизяне | Мичкисская земля Мичкисские кабаки                                                          | Мичикич                                                          | —                                                   | —                                                                     |
| Мулки Мулкинские люди | Мулкинская земля                                                                            | Мулкой                                                           | мулкойцы                                            | чеченский тайп, не входящий в тукхумы                                 |
| — | Отчанская земля                                                                             | Чантинская фамилия                                               | чантийцы                                            | чеченский тукхум                                                      |
| Тшанские люди | —                                                                                           | Шато                                                             | шатойцы                                             | чеченский тукхум                                                      |
| Шибуты Шибутяне Шубуты | Шибутцкая земля/землица Шибутцкие кабаки                                                    | Шубут                                                            | —                                                   | чеченский тайп, иногда сопоставляется с шатойцами                     |

## Пресса. Ссылки
- Билалов М. Кунта-хаджи — миссия Кадырова? : ст. // «Кавказ.Реалии» : электрон. новостной ресурс / проект «Радио „Свободная Европа“» / «Радио „Свобода“» (RFE / RL, Inc). — 03.01.2017. — (нач. работы с 2016).